# Vinarium torony
A Vinarium torony (szlovénül: stolp Vinarium) 53,5 m magas kilátótorony Szlovéniában, a Lendvához tartozó Hosszúfaluhegyen. A torony a szlovén–magyar határ közelében, a Lendvától északkeletre elterülő Lendva-hegyen 302 m-es tengerszint feletti magasságban található. A toronyból Szlovénia mellett Magyarország, Ausztria és Horvátország területére is jó kilátás nyílik. 2015. szeptember 2-án nyitották meg a látogatók előtt. Az építmény évi 30–50 ezer látogatót vonz.
Az építményt Oskar Virag és Iztok Rajšter szlovén építészek, a Vires építésziroda munkatársai tervezték. A kilátót a térség turisztikai vonzerejének növelésére és a lendvai borvidék népszerűsítésére szánták. Az építés 2015. január 13-án kezdődött és 2015 nyarán fejeződött be. A fő kivitelező az SGP Pomgrad vállalat volt. A projekt teljes költsége 1,8 millió euró volt, melyből 950 ezer eurót az Európai Unió fejlesztési alapja biztosított, a maradékot Lendva város önkormányzata adta.
A kilátó váza forgási hiperboloidot alkotó acélrudakból áll. A torony tetején egy zárt, üvegezett kilátószint és egy nyitott, szabadtéri kilátószint található. A torony közepén lift helyezkedik el, körülötte pedig lépcső található. A kilátó földszintjén helyi fehérborokat is kínáló ajándékbolt, valamint presszó kapott helyet.